# Đập Đại Triều Sơn
Đập Đại Triều Sơn (tiếng Trung: 大朝山大坝; bính âm: Dàichaóshān dàbà) là một đập thủy điện trên sông Lan Thương ở vị trí 24°01′28″B 100°22′9″Đ / 24,02444°B 100,36917°Đ nơi bờ đông thuộc huyện Cảnh Đông của địa cấp thị Phổ Nhĩ, bờ tây thuộc huyện Vân của địa cấp thị Lâm Thương, tỉnh Vân Nam, Trung Quốc. Đập này cung cấp nước cho nhà máy thủy điện cùng tên có 6 tổ máy loại 225 MW (tổng công suất là 1350 MW).

## Khái quát
Kế hoạch xây dựng đập Đại Triều Sơn và nhà máy thủy điện được Chính phủ Cộng hòa Nhân dân Trung Hoa phê duyệt vào giữa những năm 1990. Trong thời gian từ năm 2001 đến 2003, đập được hoàn thành và 6 tổ máy lần lượt được đưa vào vận hành.

## Thiết kế kỹ thuật
Đập cao 111 mét và dài 460 mét. làm bằng 756600 mét khối bê tông đầm lăn. Hồ thủy điện có dung tích 940 triệu mét khối. Có năm cửa xả lũ 14 mét x 17 mét, 3 cửa xả khi mức nước trung bình và 1 cửa ở đáy.
Nhà máy điện được xây ngầm và được cung cấp nước nhờ 6 ống dài 179,5 mét. Mỗi ống đi qua 6 turbine. Nước được thoát trở lại sông bằng 2 đường hầm dài 1355 mét và 1248 mét.
- | Xem mặt trước của đập Đại Triều Sơn |